# پودینگ موز

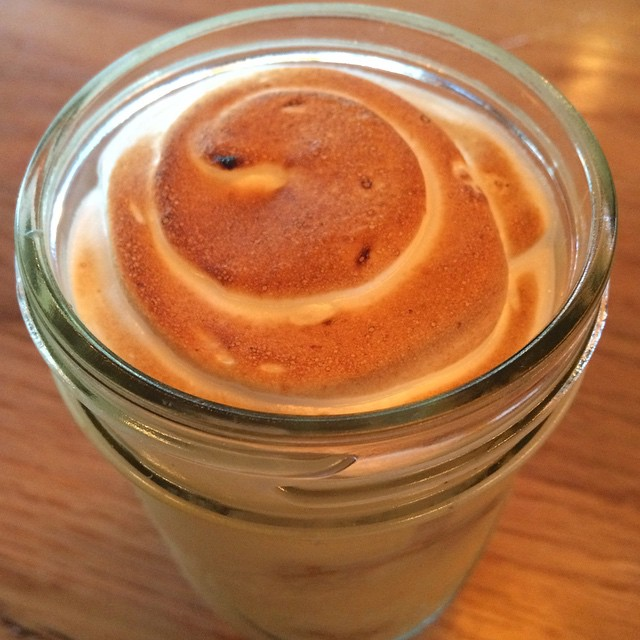
پودینگ موز

پودینگ موز (انگلیسی: Banana pudding) یک نوع دسر است که از کاستارد وانیلی ، کلوچه و تکه‌های موز همراه با رویه‌ای از خامه زده‌شده و مرنگ تشکیل شده است.